# نوكيا N810
نوكيا N810 هو لوحة إنترنت من نوكيا أُعلن عنه في 17 أكتوبر 2007 أثناء مؤتمر وِب 2.0 في سان فرانسيسكو. يهدف هذا الجهاز لتوفير بيئة غنية للتصفح والتواصل عبر الإنترنت في نظام صغية بما يكفي ليوضع في الجيب. بُني النظام على عتاد وبرمجيات نوكيا N800 مع إضافة وحذف بعض الخصائص.
سيحتوي الجهاز على توزيعة لينكس نظام تشغيل لوحة الإنترنت 2008 المبنية على مايمو 4.0، ومتصفح جديد مبني على موزيلا، وبرنامج خرائط، ومشغل وسائط جديد، وواجهة مستخدم مُحدّثة.

## الاختلافات الأساسية عن N800
يتشابه N810 مع N800 كثيرا، وmaemo 4.0 سيعمل على كليهما، لكن توجد بعض الاختلافات الملحوظة بينهما. هذه قائمة بالإضافات الجديدة في N810:
- لوحة مفاتيح منزلقة.
- كاميرا وِب في المقدمة.
- نظام تحديد مكان (نظام التموضع العالمي) مٌدمج.
- 2ج.ب مساحة تخزين مُدمجة وفتحة MiniSD واحدة.
- مٌستشعر بالضوء المحيط.
- شاشة قابلة للقرائة في ضوء الشمس.

هذه الخصائص موجودة في N800 وأزيلت في N810:
- فتحات لبطاقات الذاكرة (SD) كاملة الحجم.
- كاميرا وِب دوارة ومنبثقة.
- راديو FM.

## وصلات خارجية
- صفحة المنتج في نوكيا
- إعلان الإصدار